# Partito Democratico del Lavoro (Italia)
Il Partito Democratico del Lavoro (PDL), fino al 13 giugno 1944 Democrazia del Lavoro (DL), fu un partito politico italiano di ispirazione progressista, i cui maggiori esponenti erano Ivanoe Bonomi, Meuccio Ruini, Mario Cevolotto, Luigi Gasparotto, Enrico Molè.

## Storia
Il suo primo nucleo nacque nell'aprile 1943 come Democrazia del Lavoro (DL) e prendeva come base il Movimento di Ricostruzione formatosi tra la fine del 1942 e gli inizi del 1943. Il simbolo riprendeva quello della Democrazia Sociale dell'epoca prefascista.
I demolaburisti entrarono nel Comitato di Liberazione Nazionale, unendo attorno a loro un esiguo gruppo di notabili prefascisti. Il 13 giugno 1944 la DL assunse la denominazione di Partito Democratico del Lavoro. Non ebbe un forte seguito popolare: il suo arco di vita fu breve.
Nel 1946 la DL partecipò alle elezioni per l'Assemblea Costituente del 2 giugno sia con proprie liste, ottenendo lo 0,2% dei voti e un seggio, sia nell'ambito della coalizione Unione Democratica Nazionale, eleggendo complessivamente solo 9 deputati: Enrico Molè, Giovanni Persico, Costantino Preziosi, Guido Basile, Carlo Bassano, Mario Cevolotto, Luigi Gasparotto, Virgilio Nasi e Michelangelo Galioto (quest'ultimo subentrato a Rosario Pasqualino Vassallo, la cui elezione fu annullata).
L'esito negativo della consultazione elettorale provocò il declino e la scomparsa del partito. Anche se i "padri fondatori" Bonomi e Ruini preferirono iscriversi al gruppo misto, mantenendosi vicini alla classe dirigente socialdemocratica con la quale condividevano l'impostazione culturale laico-riformista, mentre tre costituenti si avvicinarono ai liberali; gli altri deputati riuscirono invece a costituire un gruppo parlamentare grazie all'apporto di Alessandro Scotti del Partito dei Contadini d'Italia.
Nessun eletto provenne dalle circoscrizioni settentrionali, riducendo il partito ad un fenomeno essenzialmente meridionale.
Il I Congresso Nazionale del 1948 ne deliberò lo scioglimento: gli otto deputati residui si sparpagliarono prevalentemente nella sinistra: due si associarono al gruppo progressista collegato al PCI, tre aderirono al PSI, uno entrò nel PLI, uno si mantenne indipendente e uno si ritirò dalla scena politica. Il leader Ivanoe Bonomi aderì al PSDI, di cui fu per un certo periodo presidente.

## Congressi Nazionali
- I Congresso Nazionale - Roma, 25-26 gennaio 1948